# District de Banka
Pour les articles homonymes, voir Banka (homonymie).
Le district de  est un district de l'état du Bihar, en Inde.

## Géographie
Au recensement de 2011, sa population compte 2 029 339 habitants.
Son chef-lieu est la ville de Banka. 